# Варнава Тирис
Варнава (на гръцки: Βαρνάβας) е гръцки духовник, неаполски и ставруполски митрополит от 2004 година.

## Биография
Роден е като Маркос Тирис (Μάρκος Τύρης) в солунското село Додулари в семейството на малоазийски гърци, бежанци от Турция. Говори турски език. Работи за известната компания за бисквити Пападопулос. Замонашва се и в 1984 година е хиротонисан за дякон от митрополит Дионисий. Още същата година е хиротонисан за презвитер и става архимандрит. От 1989 година е начело на финансовия отдел на Църквата на Гърция в Солун. На 23 юни 1992 година става игумен на Араплийския манастир.
На 6 октомври 2004 година е избран и на 10 октомври хиротонисан в Атина за митрополит на Неаполската и Ставруполска епархия.